# Stazione di San Cataldo
La stazione di San Cataldo è una stazione ferroviaria posta sulle linee Catania-Agrigento e Caltanissetta Xirbi-Gela-Siracusa. Serviva il centro abitato di San Cataldo.

## Storia
Un tempo era di fermata per tutti i treni, poi declassata come posto di movimento.